# Villaputzu
Villaputzu ist eine italienische Gemeinde mit 4438 Einwohnern (Stand 31. Dezember 2023) in der Region Sarrabus-Gerrei auf Sardinien und gehört zur Metropolitanstadt Cagliari.

## Lage und Daten
Villaputzu liegt am Tyrrhenischen Meer zwischen 8 und 11 m über dem Meeresspiegel und ist über die Schnellstraße 63 km und über die Bergstraße 76 km von der Hauptstadt Cagliari entfernt. Große Teile des Gemeindegebietes gehören zum militärischen Sperrgebiet Salto di Quirra.
Die angrenzenden Nachbargemeinden sind Armungia, Arzana (OG), Ballao, Escalaplano, Jerzu (OG), Muravera, Perdasdefogu (OG), San Vito, Ulassai (OG) und Villasalto.
Der Name kommt von „Da bidda´e putzu“, was vermutlich das „Land mit dem heiligen Brunnen“ bedeutet. Im Mittelalter wurde es „Villa Pupia“ oder „Villa Pupassi“ genannt.

## Sehenswürdigkeiten
Das Dorf besitzt nur noch wenige weiße Häuser aus Lehm und Kalkstein, für die es einst so bekannt war. In ihm ist noch das Kork- und Holzhandwerk stark vertreten. Ebenso bekannt ist Villaputzu für seine lange Launeddas-Tradition.
Die Pfarrkirche S. Giorgio ist in der typisch gotisch-katalanischen Form erbaut. Außerdem gibt es auf dem Gemeindegebiet noch eine zweite Pfarrei mit der modernen Kirche S. Maria. Bekannt ist auch die einzige romanische Backsteinkirche Sardiniens San Nicola di Quirra.
Innerhalb des Gemeindegebiets, das Anteil an den Landschaften Quirra und Sarrabus-Gerrei hat, liegt die Ruine des Castello di Quirra (⊙), die Felsen von Murtas, die Mündung des Flumendosa und der Hafen Porto Corallo mit Platz für 430 Boote.

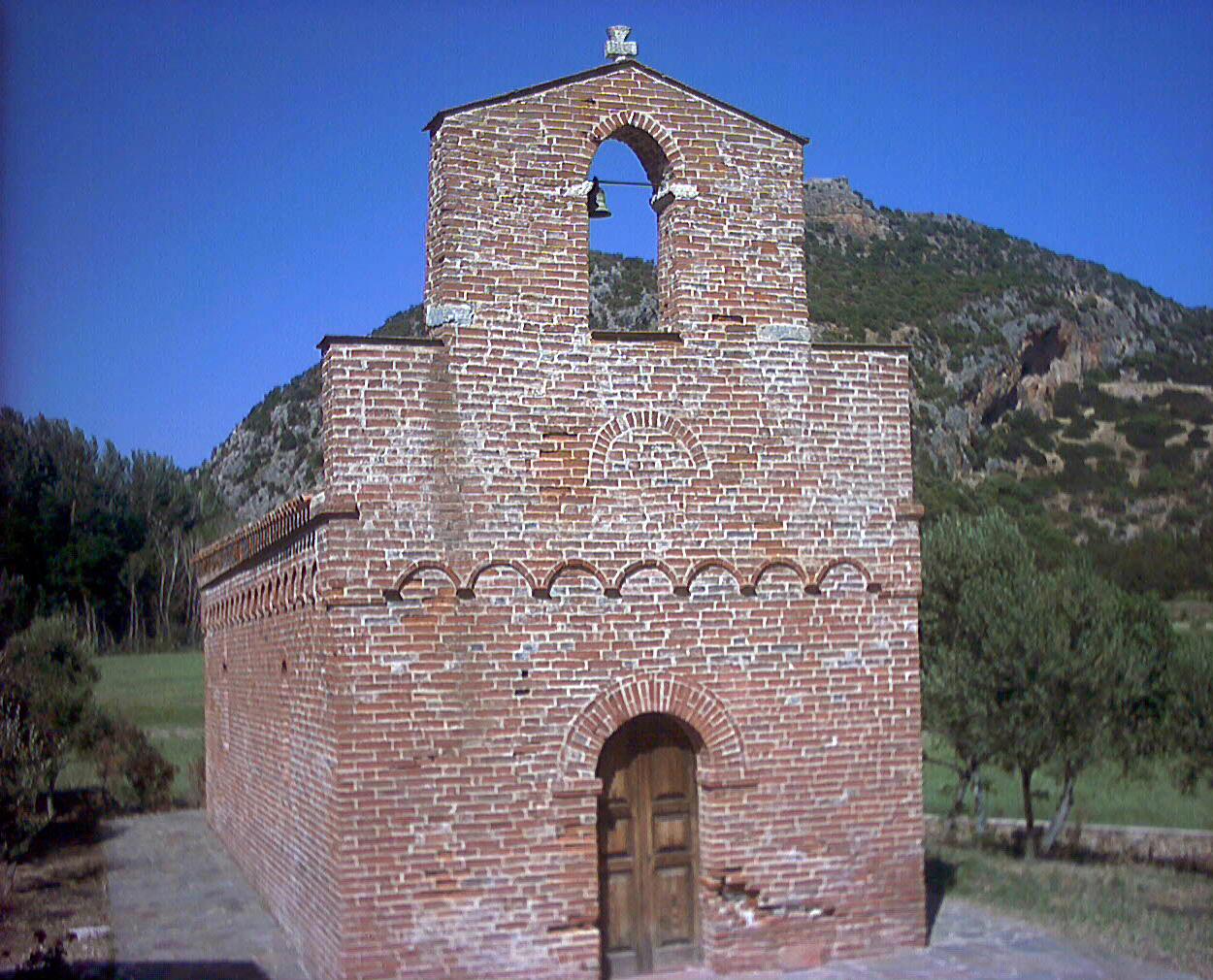
Die Kirche San Nicola di Quirra
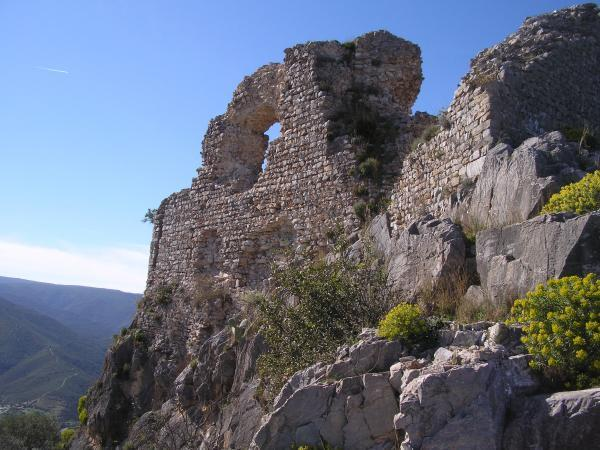
Castello di Quirra
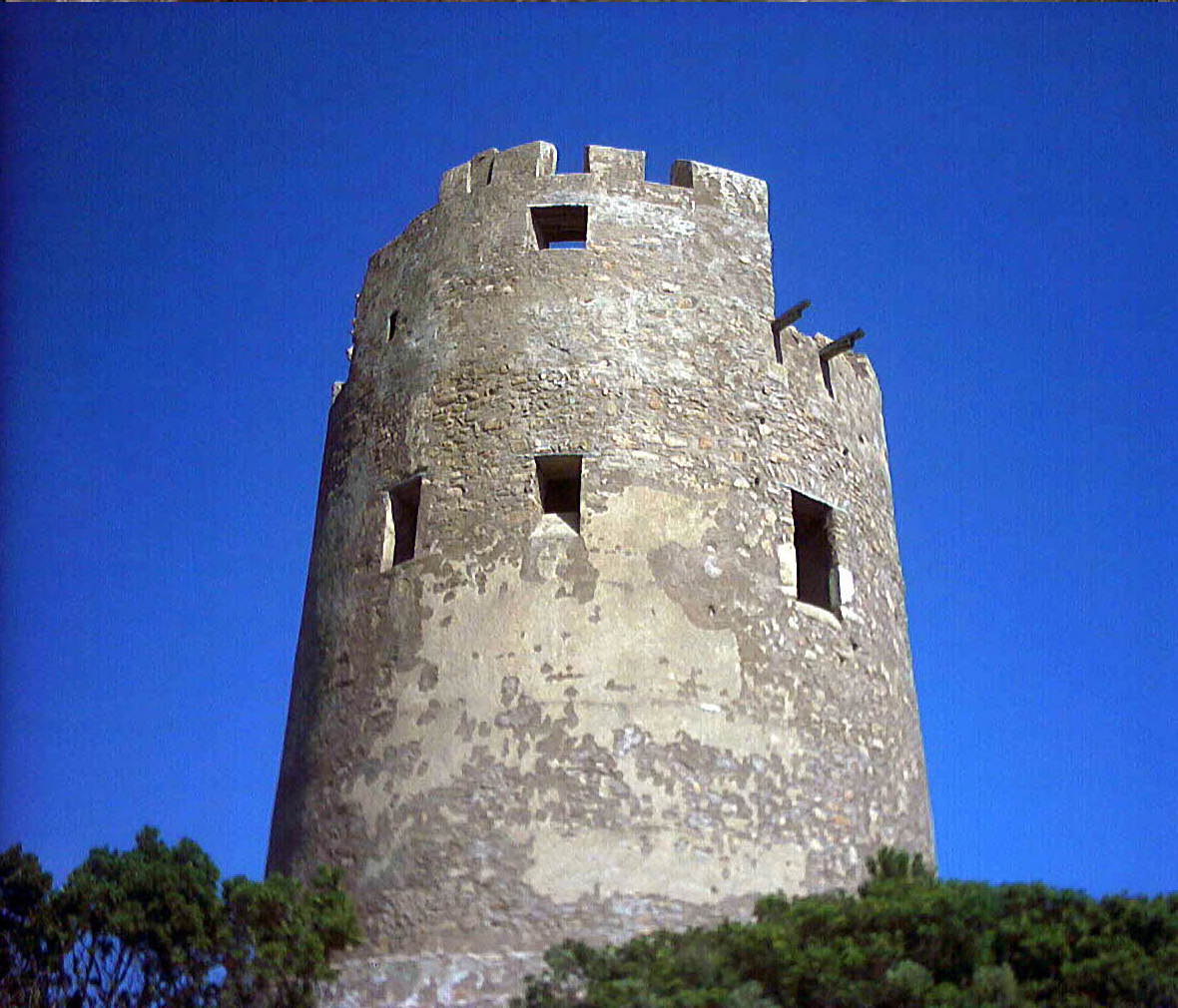
Torre di Murtas
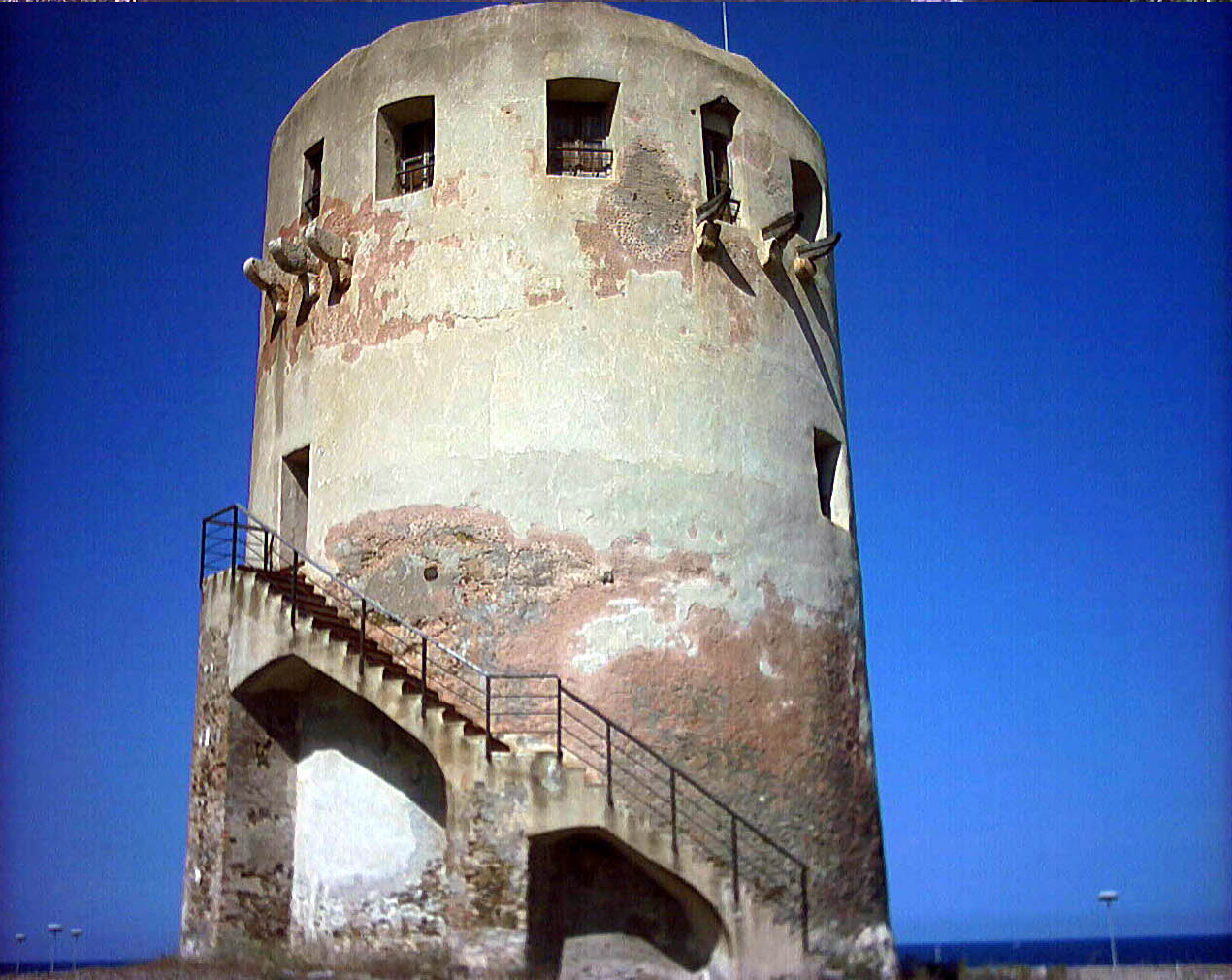
Torre di Porto Corallo
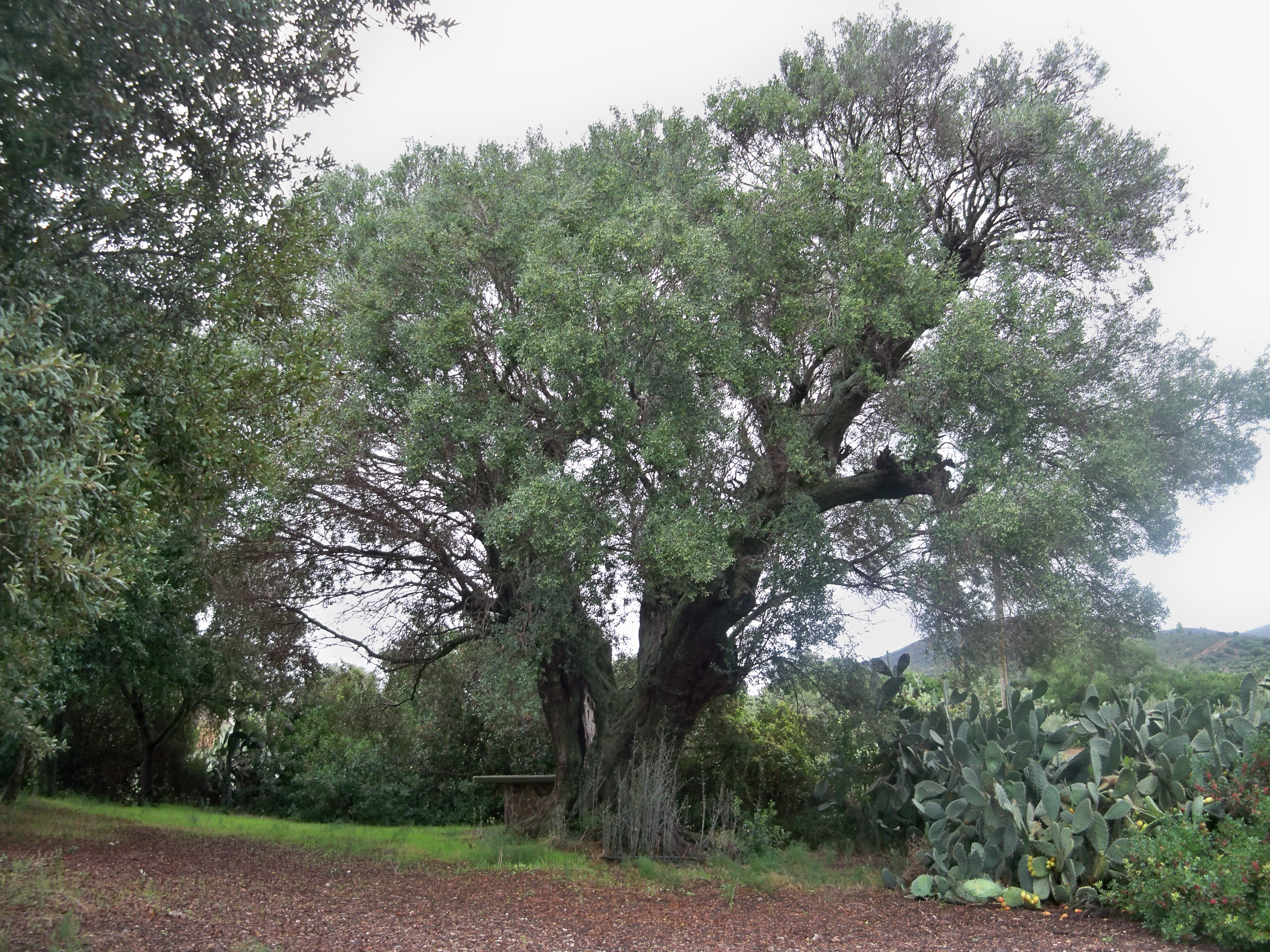
Alter Olivenbaum
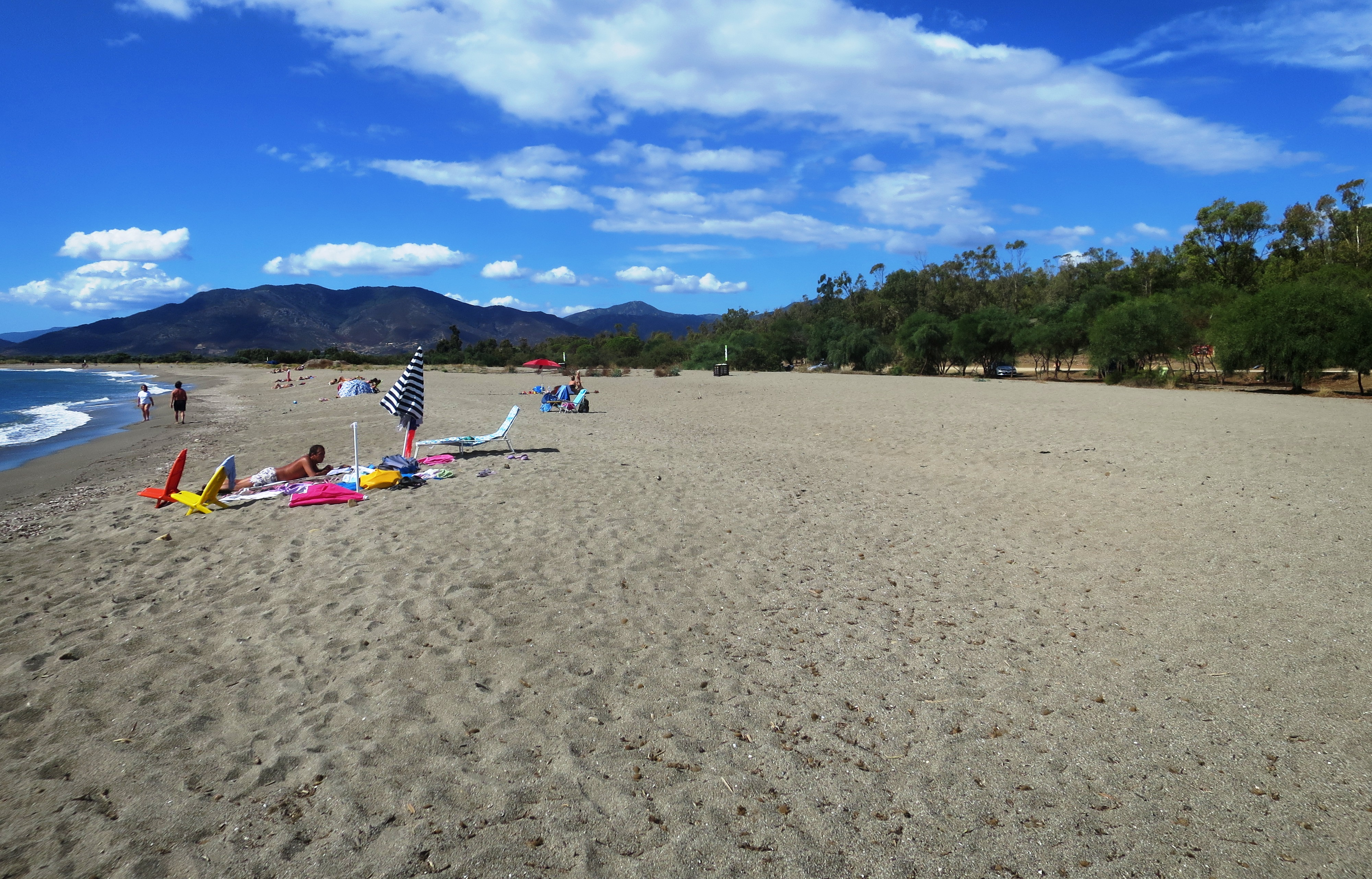
Der Strand von Villaputzu
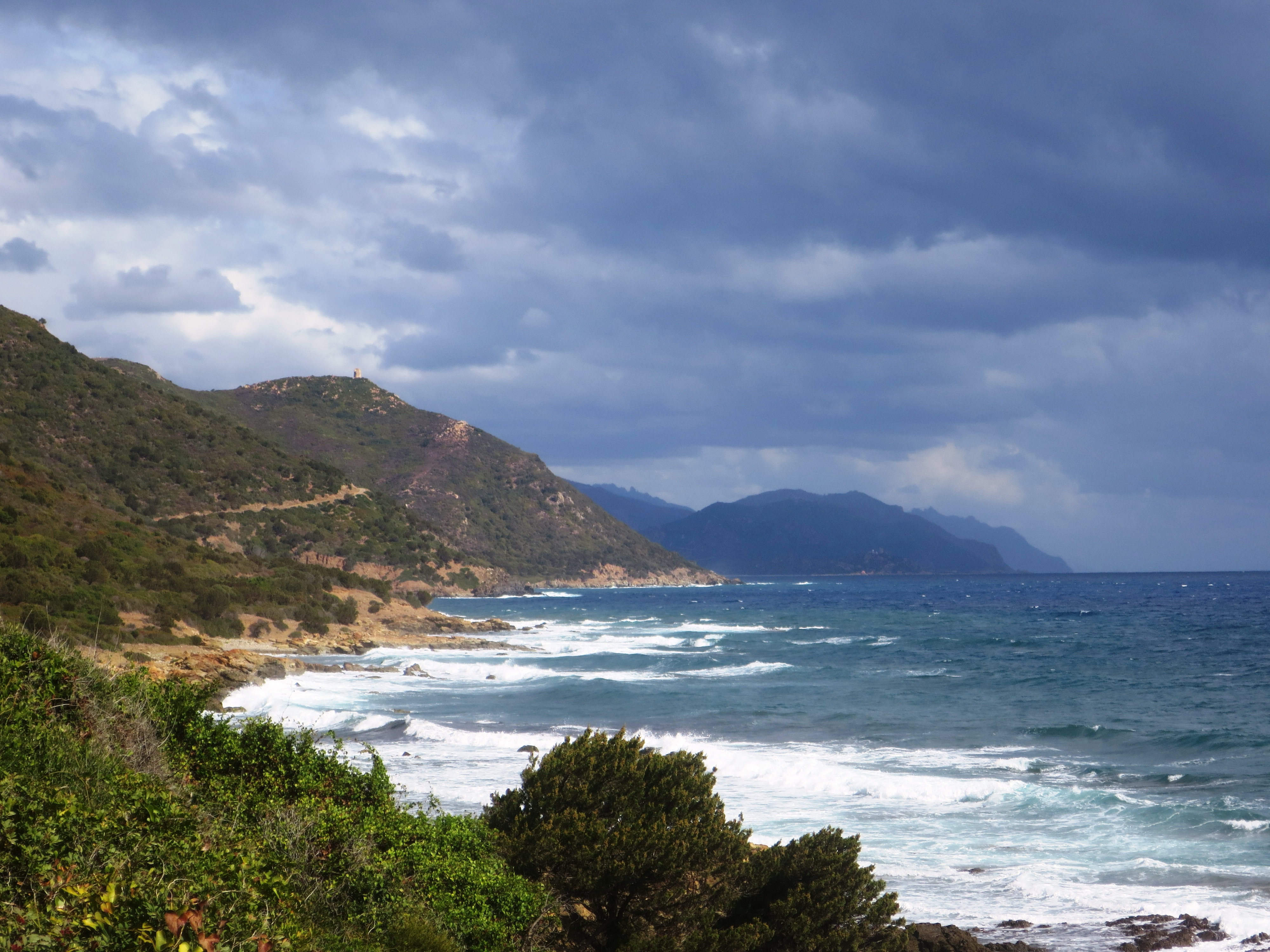
Die Küste Richtung Norden